# David Fernández Flores
David Fernández Flores (San Felipe, 5 de junio de 1986) es un exfutbolista chileno que jugaba como defensor o mediocampista.

## Trayectoria
Se inició como jugador de fútbol en los cadetes del club Unión San Felipe donde militó hasta que fue fichado el 2012 por Deportes Concepción
En la temporada 2009 con el destacado entrenador Roberto Mariani contribuyó enormemente en el ascenso del club a la Primera División y fue figura en la Copa Chile.
En la temporada 2010 ahora con el entrenador Ivo Basay Davicho se ganó un lugar en el corazón del hincha del Uní-Uní jugando con dedicación y dejando todo en la cancha. Fue el mejor momento de su carrera cuando jugó el la Copa Nissan Sudamericana 2010 uno de los máximos torneos internacionales de Sudamérica.
En el Torneo de Apertura 2011 fue la figura del club donde este llegó a Play Off de dicho torneo pero siendo eliminado por quién sería el campeón Universidad de Chile.
El Torneo de Clausura 2011 el club estuvo a punto de caer en la Segunda División al jugar la Liguilla de Promoción ante  Everton. En el primer partido el cuadro aconcagüino cayó 1-0, pero gracias a los goles de Ezequiel Carballo y Omar Merlo en el partido de vuelta jugado en San Felipe (Triunfo por 2-0)(Marcador Global 2-1); siguieron en Primera División por una temporada más.
En el torneo del 2012 no tuvo mucha continuidad en el primer equipo y fue enviado al filial Unión San Felipe "B" con el cual obtuvo el campeonato de Segunda División de Chile 2012.
Después del campeonato el jugador fue fichado por Deportes Concepción para defender sus filas en el campeonato de Primera B 2013. Para el torneo siguiente retorna a Unión San Felipe.
Sin embargo, para lograr un rápido ascenso a la máxima categoría del balompié chileno, Everton de Viña del Mar lo ficha en la temporada 2014 para afirmar la defensa.

## Clubes
| Club                | País  | Año       |
| ------------------- | ----- | --------- |
| Unión San Felipe    | Chile | 2005-2012 |
| Deportes Concepción | Chile | 2013      |
| Unión San Felipe    | Chile | 2013-2014 |
| Everton             | Chile | 2014      |
| Unión San Felipe    | Chile | 2015-2019 |
| Deportes Vallenar   | Chile | 2020      |
| Unión San Felipe    | Chile | 2021      |

## Palmarés

### Campeonatos nacionales
| Título             | Club                 | País  | Año  |
| ------------------ | -------------------- | ----- | ---- |
| Torneo de Apertura | Unión San Felipe     | Chile | 2009 |
| Primera B          | Unión San Felipe     | Chile | 2009 |
| Copa Chile         | Unión San Felipe     | Chile | 2009 |
| Segunda División   | Unión San Felipe "B" | Chile | 2012 |

- Datos: Q5799977